# Lenguas zenati del este de Marruecos
Las lenguas zenati del este de Marruecos son un continuo dialectal de lenguas bereberes septentrionales del grupo de las lenguas zenati, hablado en la provincia de Yerada, en el Reino de Marruecos, en el suroeste de Uchda, estas lenguas pertenecen al grupo dialectal de las lenguas zenati y están estrechamente relacionadas con las lenguas rifeñas, particularmente con el rifeño oriental, así como con el dialecto de beni snous, hablado en la frontera entre Argelia y Marruecos. 
Las lenguas zenati del este de Marruecos son habladas por las tribus imazighen de los Beni Bouzegou, Beni Yala, Zekara, Bekhata, Hadiyin, 
Meharez i Rwaba. Antiguamente, estas lenguas también eran habladas entre Debdú y Taurirt (al oeste de la zona del habla actual) por las tribus Beni Koulal, Oulad Mahdi y Beni Chebel; estas tribus actualmente son mayoritariamente arabófonas.